# Trilogy
För albumet av Yngwie Malmsteen, se Trilogy (Yngwie Malmsteen-album), För det svenska hårdrocksbandet, se Trilogy (band).
Trilogy är den progressiva rockgruppen Emerson, Lake & Palmers tredje studioalbum, utgivet i juli 1972. Albumet släpptes på Island Records i Storbritannien samt Europa och i Nordamerika på Atlantic Records. Ursprungligen släpptes skivan med ett utvikskonvolut. 
Trilogy innehåller många lugnare låtar, vilket kanske gjorde att skivan var lättare för en bredare publik att ta till sig än de ambitiösa keyboardpartier som präglade föregående studioskivan Tarkus. Titelspåret som började med ett pianoparti liknande klassisk musik övergick dock snart i ett förlängt intensivt keyboardparti. Från Trilogy släpptes "From the Beginning" som singel, och den blev i USA deras största singelframgång med en placering #39 på Billboardlistan.

## Låtlista
Sida ett

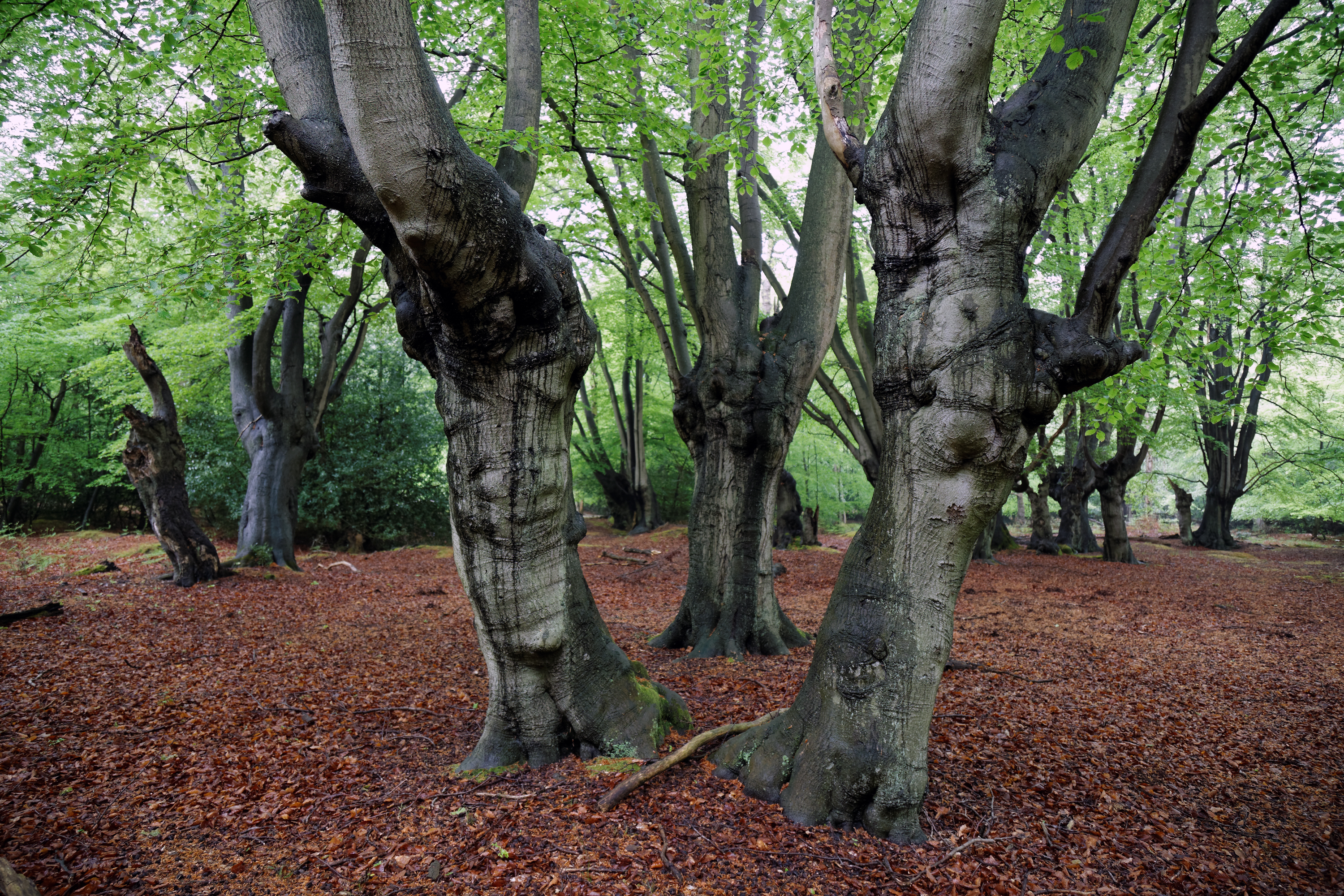
Platsen i Epping Forest där fotografierna till insidan av det ursprungliga skivomslaget togs

1. "The Endless Enigma (Part One)" (Keith Emerson, Greg Lake) - 6:42
2. "Fugue" (Emerson) - 1:57
3. "The Endless Enigma (Part Two)" (Emerson, Lake) - 2:05
4. "From the Beginning" (Lake) - 4:17
5. "The Sheriff" (Emerson, Lake) - 3:23
6. "Hoedown" (Aaron Copland, arr. Emerson/Lake/Carl Palmer) - 3:47

Sida två
1. "Trilogy" (Emerson, Lake) - 8:54
2. "Living Sin" (Emerson, Lake, Palmer) - 3:14
3. "Abaddon's Bolero" (Emerson) - 8:08

Total speltid: 42:23

## Medverkande
- Keith Emerson – Hammondorgel, Moog synthesizer och övriga keyboards
- Greg Lake – elektrisk och akustisk gitarr, bas och sång
- Carl Palmer – trummor och slagverk

## Listplaceringar
| Lista (1972)   | Position            |
| -------------- | ------------------- |
| Australien     | 15 (Go Set)         |
| Danmark        | 6 (DR "LP Top")     |
| Finland        | 2                   |
| Italien        | 2 (Musica e Dischi) |
| Japan          | 4 (Oricon)          |
| Kanada         | 5 (RPM)             |
| Nederländerna  | 4                   |
| Norge          | 4 (VG-lista)        |
| Storbritannien | 2 (UK Albums Chart) |
| Sverige        | 8 (Kvällstoppen)    |
| USA            | 5 (Billboard 200)   |
| Västtyskland   | 6                   |